# Carlota Aglaé de Orleães
Carlota Aglaé de Orleães, (em francês:  Charlotte Aglaé d'Orléans; Paris, 20 de outubro de 1700 – Paris, 19 de janeiro de 1761) foi Duquesa Consorte de Módena e Régio. Era a terceira filha do duque Filipe II de Orleães e de sua mulher, Francisca Maria de Bourbon.
Nasceu princesa de sangue. Do seu casamento gerou 10 filhos.

## Juventude
Carlota Aglaé nasceu no Palais-Royal, a residência de seus pais em Paris. Em criança, era conhecida na corte por Mademoiselle de Valois. O seu segundo nome provem da mais jovem das três Graças da mitologia grega, Aglaia, em francês:  Aglaé.
Carlota Aglaé era um dos oito filhos de seus pais e, ainda bastante jovem, ela e a irmã Luísa Adelaide foram colocadas na Abadia de Chelles que, anos mais tarde, haveria de ser dirigida pela irmã na qualidade de Abadessa. Em 1714, foi mandada pelos pais para a Abadia de Val de Grâce.
Nessa altura, o seu casamento passou a ser uma preocupação para a família. A irmã mais velha, a Duquesa de Berry, sugeriu o seu casamento com o jovem Luís Armando II, Príncipe de Conti, o filho de Francisco Luís, Príncipe de Conti e de sua mulher Maria Teresa de Bourbon, mas Luís XIV não aprovou a união.
Em 1715, Carlota Aglaé mudou-se com a família para o Palais-Royal. No ano seguinte, a sua mãe sugeriu o seu casamento com o seu primo co-irmão Luís Augusto, Príncipe de Dombes, filho de seu tio, Luís Augusto de Bourbon, duque de Maine, mas Carlota Aglaé recusou. Pouco depois, ela foi viver para o Château de Saint-Cloud com a sua avó paterna, Isabel Carlota do Palatinado, a Duquesa viúva de Orleães, conhecida na Corte por Madame. A avó fez na altura um retrato da neta com caneta:

Mademoiselle de Valois não é, na minha opinião, não é bonita, e ainda assim, às vezes, ela não parece feia. Ela tem algo encantador, quer pelos olhos, quer pelo seu tom de pele. Ela tem dentes brancos, um grande nariz arrebitado, e um dente proeminente que, ao rir, tem um efeito desagradável

O seu primo, Luís Henrique, Duque de Bourbon, propôs-lhe casamento em nome do seu irmão mais novo, Carlos de Bourbon, conde de Charolais. Diz-se que Carlota Aglaé teria considerado seriamente a proposta mas os seus pais recuram-na completamente.
Em 1718, Carlota Aglaé iniciou uma ligação romântica com Luís Francisco Armando du Plessis, 3.º Duque de Richelieu. Em 1719, o duque foi preso e ficou detido em Hem pela sua participação na Conspiração de Cellamare. Carlota Aglaé visitou-o diversas vezes na prisão. No intuito de se casar com ele, ela suplicou ao pai, o Regente, para o perdoar.
A sua prima mais velha, Luísa Ana de Bourbon, era outra das conquistas do promíscuo duque de Richelieu. As primas, que nunca haviam sido próximas, tornaram-se amargas inimigas dado o envolvimento simultâneo com o duque mulherengo. Esta inimizade continuou muito após os respetivos relacionamentos terem acabado. A jovem Luísa Ana era considerada a filha mais atraente de Luís III, Príncipe de Condé.

## Casamento
Contra os desejos de Carlota Aglaé, o Regente aceitou uma proposta de casamento para sua filha apresentada por Reinaldo, Duque Soberano de Módena e Reggio para o seu filho, o príncipe-herdeiro Francisco d'Este. Anteriores projetos de casamento para casar Carlota Aglaé com um príncipe inglês ou com Carlos Emanuel III de Saboia haviam falhado.
De acordo com as cartas da avó, o seu futuro marido terá ficado apaixonado pela jovem Carlota Aglaé após, "à mera visão do seu retrato".
Poucos esperavam que o casamento fosse bem sucedido, uma vez que Carlota Aglaé não queria deixar a França. Uma prima distante, Margarida Luísa de Orleães, que anteriormente ficara noiva contra vontade de Cosme III de Médici, Grão-Duque da Toscana em 1661, vivera um casamento desastroso. Por fim, Margarida foi forçada a regressar a França em desgraça. Pensava-se que Carlota Aglaé teria o mesmo destino. A Grã-duquesa reparou nas parecenças dos dois casos e, incapaz de lidar com a situação, recusou-se a falar com a jovem prima sobre as núpcias.

A Grã-duquesa da Toscana afirma que não receberá Mademoiselle de Valois nem falará com ela, sebendo muito bem o que a Itália é, crendo que Mademoiselle de Valois não será capaz de se adaptar à situação. Ela receia que se a sua sobrinha alguma vez regressasse a França fosse dito que ela "era a segunda edição da Grã-Duquesa".

O casamento esteve originalmente previsto para 25 de janeiro de 1720, mas esta data acabou por ser adiada para o mês seguinte dado ser necessário a aprovação pelo Bispo de Módena. Apesar disso, a certidão de casamento foi assinado a 31 de janeiro.
Em 11 de fevereiro de 1720, realizou-se um casamento por procuração no Palácio das Tulherias. O Duque de Chartres, irmão da noiva, representou o futuro cunhado, enquanto a sua irmã mais nova, Luísa Isabel, segurou no seu véu. Logo após, realizou-se um banquete no Palácio Real onde o jovem rei Luís XV aguardava oferecendo os presentes à nova Princesa-Herdeira de Módena.

## Vida em Módena
Carlota Aglaé dirigiu-se primeiro para Antibes e depois para Génova.
Chegou a Régio a 20 de junho, e aí conheceu o seu sogro, o marido e o cunhado pela primeira vez. A cerimónia formal de casamento ocorreu em 21 de junho de 1720 em Módena. Carlota Aglaé recebeu um enorme dote de 1.800.000 de Libras francesas, metade das quais eram um contributo em nome do jovem rei, Luís XV, por ordem do Regente. Do seu país de adoção, Carlota Aglaé recebeu um dote que consistia em, diamantes e retratos do seu futuro marido.
Como a mãe do seu marido, a Princesa Carlota Felicidade de Brunesvique, morrera em 1710, a Princesa–herdeira era a titular mais senior das princesas de Módena.
Embora ela não fosse fille de France nem petite-fille de France, Carlota Aglaé foi autorizada a ter como dama de companhia na corte de Módena, a Duquesa de Villars, dama que representava também o rei de França.

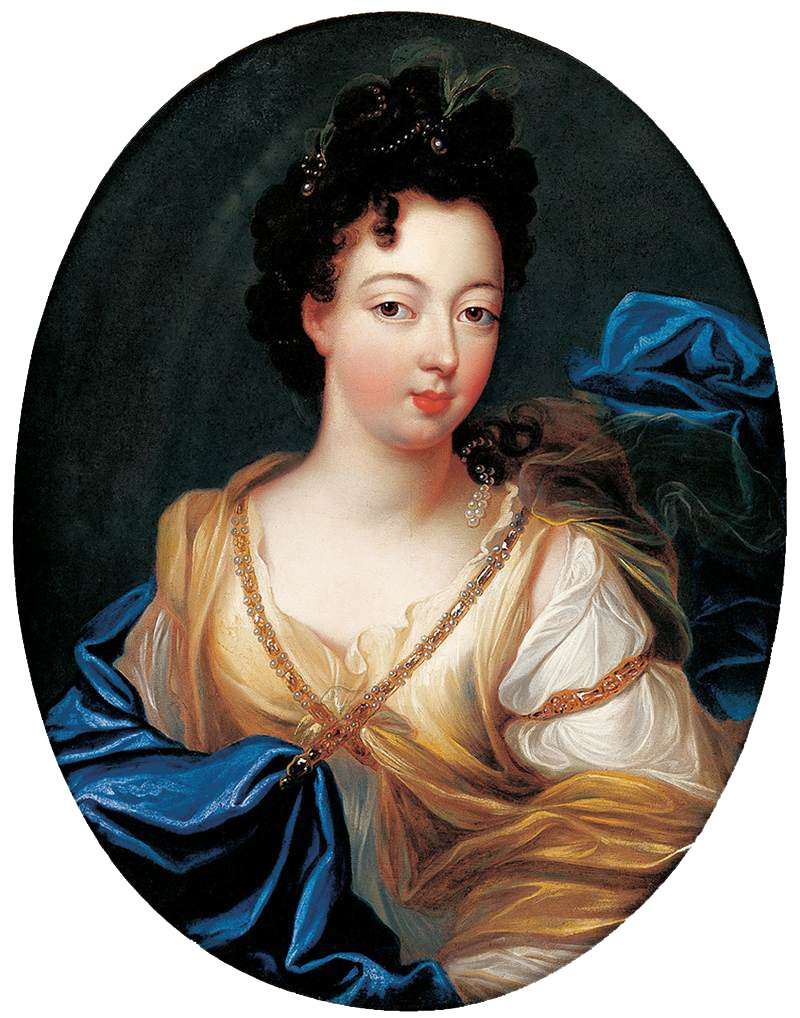
Carlota Aglaé por Pierre Gobert antes do casamento.

Na corte de Módena os hábitos eram diferentes: era esperado que todos acordassem cedo e assistissem à missa; o almoço era servido a uma hora em que as damas da moda de Paris e Versalhes sorviam ainda o chocolate matinal; a ocupação habitual da família ducal durante a tarde era um passeio de carruagem, quase a passo de funeral; o jantar era servido às oito horas e às 10 era hora de deitar. Este aborrecimento era apenas agitado quando o favorito do seu sogro, o Conde de Salvatico (um admirador de Carlota Aglaé) fazia de mestre de cerimónias. O conde usava a sua nova função para reivindicar o direito de entrar no apartamento da princesa a qualquer hora que pretendesse. Ele intercetava o correio dos seus familiares e amigos em França, e tinha até a audácia de impedir a entrega de diversas cartas de seu pai, para criar a impressão que ela entrara em conflito com o Regente. Adicionalmente, ele fornecia cavalos cegos e coxos para a carruagem da princesa e baixelas de cobre para a sua mesa. Em resumo, ele tentava aborrecê-la o mais possível.
Para se distrair da aborrecida corte, Carlota Aglaé começou a promover pequenos encontros privados nos seus apartamentos onde recebia um pequeno círculo que incluía as suas três cunhadas (ainda vivas), entre as quais se incluía Henriqueta d'Este, futura Duquesa de Parma.
Em Setembro de 1720, Carlota Aglaé apanhou varíola e, de acordo com a sua avó, foram-lhe ministrados os últimos sacramentos. Ela chamou o confessor francês, Colibeaux, para a sua cabeceira e entregou-lhe um caixote, ordenando-lhe que, secretamente, queimasse todos os documentos ali depositados. Provavelmente entre estes papeis estariam as cartas de amor que recebera do Duque de Richelieu. Durante a sua doença, o seu marido estava proibido de a ver; ele permaneceu na sua villa em Sassuolo até que ela recuperasse. O casamento era criticado por não produzir descendência, culpando-se a princesa em convalescença.
Estas críticas ao casal fez com que eles fugissem para Verona por um breve período, o que aborreceu o seu sogro, o duque reinante. Em retaliação, ele cortou o serviço postal para o príncipe e para a princesa na esperança que, assim, eles regressassem. Foi nesta altura que Carlota pediu a seu pai, pela primeira vez, que a autorizasse a regressar a França e a viver em Versalhes com a sua família. Este pedido apenas serviu para complicar os planos de casamento que já em negociação, das suas irmãs Luísa Isabel e Filipina Isabel. Em dezembro de 1723, enquanto ela se encontrava em Itália, o seu pai morreu. O seu irmão mais novo, Luís, sucedeu nos títulos da Casa de Orleães.
Após a morte do pai, foi solicitado a Carlota Aglaé e ao marido que permanecessem na villa do príncipe em Régio, numa espécie de exílio privado, longe da corte de Módena.
Em 1727, o seu anterior amante, o Duque de Richelieu, visitou-a em Módena disfarçado, e os dois retomaram o seu romance. Quando isto foi revelado, o marido autorizou-a a regressar a França temporariamente desonrada. O regresso a Módena ocorreu mais tarde em 1727. No ano seguinte, ela e o marido partiram para Génova. Em 1733, ela voltou a viajar para França onde não foi bem recebida; a mãe, que nunca gostara dela, foi fria; a mais próxima amizade familiar, foi o seu meio irmão ilegítimo, o chevalier d'Orléans.

## Refúgio em Paris
Em 1733, rebentou a Guerra de Sucessão da Polônia. Apesar do seu sogro se declarar neutral, a família ducal viu os seus estados ocupados por exércitos estrangeiros, o que provocou a fuga do Duque de Módena para Bolonha enquanto o seu filho e Carlota Aglaé se dirigiram para França, permanecendo em Lião.
A mãe, que tentava manter a sua escandalosa filha longe de Paris e de Versalhes, escreveu ao Duque de Módena certificando-se que Carlota Aglaé e o marido ficariam em Lião. O seu irmão mais novo, Luís, Duque de Orleães, fez o mesmo. No ano seguinte, após muita correspondência da parte do marido com a Corte francesa, os dois foram autorizados a irem para Paris incógnitos, onde chegaram a 12 de março de 1734. A sua chegada ao Palais Royal foi fria. Carlota Aglaé encontrou a mãe e o irmão, que nem se deram ao trabalho de lhe oferecer acomodação, nem sequer um refresco.
Inicialmente, ela e o marido viveram no Hôtel de Luynes na Rue du Colombier (onde o seu filho Benedito veio a nascer), muito próximo da Abadia de Saint-Germain-des-Prés. Pouco depois, mudaram-se para o Hôtel de Lyon, na Rue des Petits-Champs, muito mais próxima da residência de seu irmão, o Palais Royal. O irmão dera-lhe uma pensão de 25.000 écus durante a sua estadia em Paris, mas recusou ajudá-la de qualquer outra forma.

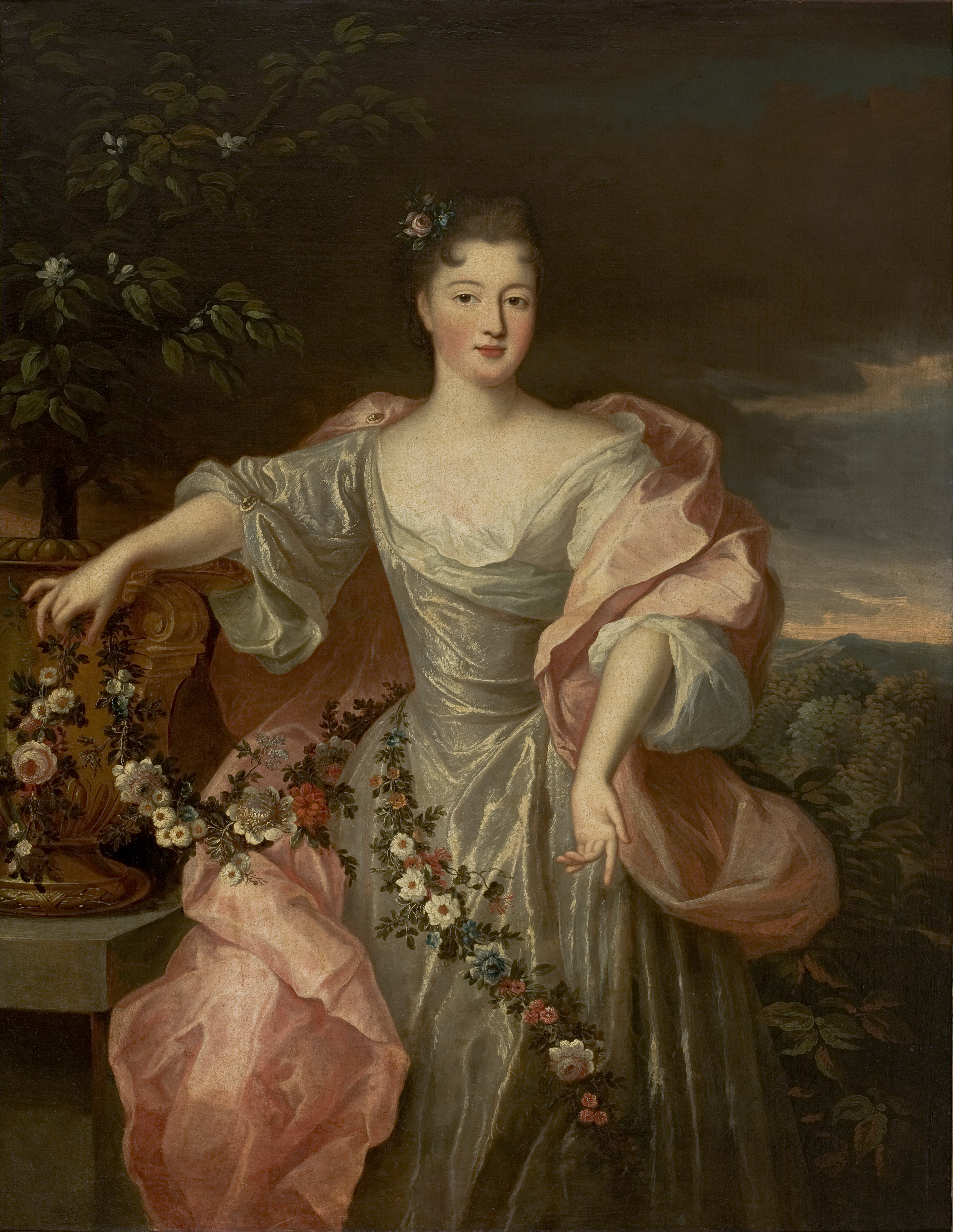
Retrato de Carlota Aglaé por Gobert.

Em 1735 o seu marido foi chamado a Módena por questões de Estado. Carlota Aglaé usou a sua aparência para influenciar o seu primo, o jovem rei, para a autorizar a ficar em Paris após a partida do marido. O rei concordou na condição dela permanecer fora da Corte e vivesse em Val de Grâce, o convento que conhecera na juventude. Graças às intervenções da mãe e do irmão, ela nunca chegou a ser recebida pela rainha, Maria Leszczyńska, uma vez que se aparecesse num evento público causaria mau estar devido à indefinição do seu estatuto. O seu marido regressou em maio de 1736.
Para aborrecimento da família, Carlota Aglaé e o marido permaneceram em Paris. Seguiu-se uma disputa dramática na qual Carlota Aglaé e a irmã, a Rainha Viúva de Espanha, disputaram sobre uma questão de etiqueta. Quando a família tomou totalmente o partido da irmã, Carlota Aglaé ficou ainda mais isolada.
Pouco tempo depois, o marido teve que viajar até à Hungria. Carlota Aglaé persuadiu o Cardeal Fleury a convencer o jovem rei a, mais uma vez, autorizar a sua permanência em Paris não acompanhando o marido. O cardeal também convenceu a sua família a aceitar a sua contínua presença em França.

## Duquesa Consorte
Aquando do falecimento do seu sogro em 1737, o marido tornou-se Francisco III, Duque soberano de Módena e Reggio. Apesar do novo estatuto de Carlota Aglaé como consorte de um príncipe soberano, não passou a receber um tratamento melhor em França. As relações familiares agravaram-se quando Carlota Aglaé e o irmão se envolveram em disputas judiciais por causa de propriedades familiares.
Em junho de 1739, relutantemente regressou a Módena. Numa tentativa de tornar o local mais mundano, ela promoveu as artes. Introduziu um teatro ao estilo francês em Módena, que se tornou num enorme sucesso. Também promoveu um corps de ballet na cidade, no qual tinha grande orgulho. O marido também fez várias modificações ao Palácio Ducal, incluindo um grande salão que não era mais do que uma réplica do existente no Palácio das Tulherias. Durante o seu casamento, o marido acumulou uma das melhores coleções de retratos em Itália.
Em 1741, o seu filho mais velho, Hércules, o príncipe-herdeiro, casou com Maria Teresa Cybo-Malaspina (1725–1790), fila do Duque de Massa e Carrara, Alderano I. Maria Teresa havia-se tornado duquesa soberana daquele estado, por direito próprio, em 1731, após a morte do pai. O jovem casal viria a gerar dois filhos que atingiram a idade adulta.
In 1743, devido à Guerra da Sucessão da Áustria, Carlota Aglaé foi forçada a pedir autorização para regressar a Paris com a sua filha mais velha, Maria Teresa. Este pedido foi de início, ignorado mas, com a ajuda do seu antigo amante, o Duque de Richelieu, que usou a sua influência sobre a amante de Luís XV, a Duquesa de Châteauroux, para obter a necessária autorização. Quando ela chegou a Paris, foi homenageada com todas as honras devidas a alguém da sua posição.
Ela tornara-se uma mulher robusta, de faces rosadas, muito parecida com o pai. Foi viver para a Rua de Grenelle em Faubourg Saint-Germain tornando-se amiga da Duquesa de Châteauroux.
Com a morte da duquesa de Châteauroux, a sua influência diluiu-se por algum tempo. Contudo, em 1744, ela conseguiu negociar para a sua filha, a princesa Maria Teresa Felicidade d'Este, um casamento com o Duque de Penthièvre, o mais rico nobre em França. Luis João Maria de Bourbon, era o mais novo primo direito de Carlota Aglaé e era o herdeiro da extremamente rica casa dos Bourbon-Penthièvre. Casados em 1744, o casal viveu feliz e teve dois filhos que atingiram a idade adulta. O mais velho, Príncipe de Lamballe, casou com a Maria Luísa de Saboia, que viria a ser amiga de Maria Antonieta, em 1767. O segundo, Luísa Maria Adelaide de Bourbon, casou com o Duque de Chartres, (conhecido como Filipe Igualdade durante a Revolução Francesa de 1789) e, mais tarde, tornou-se mãe de Luís Filipe I, Rei dos Franceses.
Com a morte de Maria Teresa em 1754, Monsieur de Penthièvre viajou para Itália onde lhe foi proposto o casamento com uma outra filha de Carlota Aglaé, a princesa Matilde. Penthièvre recusou não voltando a casar.
Este casamento vantajoso da sua filha permitiu a Carlota Aglaé ter alguma palavra na política francesa durante um breve período. As coisas começaram a alterar-se quando Madame de Pompadour foi apresentada à corte em 1745. Após a celebração do Tratado de Aix-la-Chapelle, em 1748, Carlota Aglaé não regressou a Módena. Em 1754, parecia que ela perdera qualquer influência em Versalhes.
Apesar disso, ela conseguiu assegurar um casamento francês para a sua quarta filha, Maria Fortunata d'Este. Tal como as suas irmãs mais velhas, Maria Fortunata casou com um dos primos da sua mãe, Luís Francisco II de Bourbon, que veio a ser o último Príncipe de Conti. Este casamento veio a ser muito infeliz, a ponto do noivo não querer viver mais tempo com a sua mulher.

## Regresso a Módena e viagens pela Europa
Carlota Aglaé regressou finalmente a Módena em 1759. Uma vez aí, descobriu que o seu marido fugira com a Marquesa Simonetti, uma viúva de 60 anos. Ela decidiu não interferir nas aventuras do velho casal, começando a viajar com frequência por toda a Europa. Acabou por falecer em Paris no Petit Luxembourg, pálácio onde duas das suas irmãs, a velha Duquesa de Berry e a Rainha viúva de Espanha, também haviam falecido. O seu coração foi depositado na igreja de Val de Grâce mas foi retirado e perdido durante a Revolução francesa. Após a sua morte, o marido voltou a casar mais duas vezes morganaticamente com Teresa Castelberco e com Renata Teresa d'Harrach.
O seu corpo foi sepultado na Abadia de Val de Grâce onde ela passara parte da sua juventude.
|

## Descendência
Do seu casamento com o duque Francisco III, Carlota Aglaé teve dez filhos:
- Afonso (18 de novembro de 1723 - 16 de junho de 1725), morto na infância;
- Francisco Constantino (22 de novembro de 1724 - 16 de junho de 1725), morto na infância;
- Maria Teresa (6 de outubro de 1726 - 30 de abril de 1754), casou-se com Luís João Maria de Bourbon, Duque de Penthièvre, com descendência;
- Hércules (22 de novembro de 1727 - 14 de outubro de 1803), casou-se com Maria Teresa Cybo-Malaspina, Duquesa de Massa e Princesa de Carrara, com descendência;
- Matilde (7 de fevereiro de 1729 - 14 de novembro de 1803), nunca se casou;
- Beatriz (14 de julho de 1730 - 12 de julho de 1731), morta na infância;
- Beatriz (24 de novembro de 1731 - 3 de abril de 1736), morta na infância;
- Maria Fortunata (24 de novembro de 1731 - 21 de setembro de 1803), casou-se com Luís Francisco José, Príncipe de Conti, sem descendência;
- Benedito Filipe (30 de setembro de 1736 - 16 de setembro de 1751), nunca se casou;
- Maria Isabel Ernestina (12 de fevereiro de 1741 - 4 de agosto de 1774), casou-se com Carlo Salomone, Conde de Serravalle.

## Títulos e tratamentos
- 20 de outubro de 1700 - 11 de fevereiro de 1720: Madmoiselle de Valois
- 11 de fevereiro de 1720 - 26 de outubro de 1737: Sua Alteza Sereníssima a Princesa-herdeira de Módena e Régio
- 26 de outubro de 1737 - 19 de janeiro de 1761: Sua Alteza Sereníssima a Duquesa de Módena e Régio

## Ligações Externas
- French Memoirs of her Grand mother
- French site on her, siblings and cousins
- Quadro de Carlota Aglaé como Duquesa Consorte de Módena e Régio